# Герберт, Уильям (плантатор)
Сэр Уильям Герберт (англ. Sir William Herbert; ок. 1554 — 4 марта 1593) — валлийский владелец плантации в Ирландии, писатель и член Палаты общин Англии.

## Ранняя жизнь
Единственный сын политика Уильяма Герберта (1530—1567) из Сент-Джулианса в Монмутшире. Его семейное поместье было расположено между Карлеоном и Ньюпортом. Его матерью была Джейн, дочь Эдварда Гриффита. Он был единственным выжившим законным наследником мужского пола Уильяма Герберта, 1-го графа Пембрука (1423—1469), как правнук сэра Джорджа Герберта Сент-Джулианса, третьего сына графа Пембрука. Уильям был учеником Лоуренса Хамфри, президента Колледжа Магдалины в Оксфорде.
Уильям Герберт был учёным и 1 мая 1577 года отправил Джону Ди заметки для «Monas Hieroglyphica» Ди. В 1581 году он жил в Мортлейке и наслаждался обучением Ди. Поэт Томас Черчард был ещё одним поклонником, и Черчард посвятил Герберту свой «Сон», который представляет собой «девятый подвиг» «первой части Черчарда Чиппеса» (1575 г.).
Он был назначен мировым судьей Монмутшира и верховным шерифом Монмутшира в 1579—1580 годах. Он был избран рыцарем графства (член парламента) Монмутшира в 1584, 1586 и 1593 годах.

## Ирландия
14 февраля 1588 года Уильям Герберт написал Фрэнсису Уолсингему, что он желает показать потомкам свою привязанность к своему Богу и своему принцу «с помощью тома моих сочинений», «колонии, которую я основал» и «колледжа, который я построил». Первые две цели он выполнил, последнюю он не пошел дальше плана разместить колледж в Тинтерне, где ему принадлежал дом и имущество. Колония находилась в Ирландии. Он был родственником и другом сэра Джеймса Крофта, который был лордом-лейтенантом Ирландии в 1551—1552 годах. Уильям Герберт стал владельцем плантации в провинции Манстер 5 мая 1586 года, а 17 июня подал заявку на три «сеньории» в графстве Керри. В апреле 1587 года он прибыл в Корк, и ему были переданы многие конфискованные земли, которые ранее принадлежали Джеральду Фицджеральду, 15-му графу Десмонду.
Собственность Уильяма Герберта включала Каслайленд и его окрестности и занимала площадь 13 276 акров. Будучи энергичным колонистом, он рекомендовал объединить Десмонд и Керри в одно графство; что руководство должно быть полностью в руках Англии; что в Лимерике следует разместить гарнизон и укрепить его, а также следует сохранить армию, сформированную из мужчин Монмутшира, для сопротивления иностранному вторжению. Он также хотел, чтобы графство Керри колонизировали английские джентльмены, а ирландские обычаи, такие как танистри, были отменены. Умеренно относясь к ирландцам, он ввел в действие статьи статута, направленные против ирландских обычаев, в частности, запрещающие ношение туземной мантии. Ревностный протестант, он приказал перевести на ирландский язык статьи веры, Молитву Господню и Десять заповедей, а также поручил духовенству в своем поместье читать религиозные службы на ирландском языке. С деканом Арды, которого он описывает как склонного к папизму, он провел множество конференций, обращая его внимание на отрывки из Августина Иппонийского и Иоанна Златоуста, а также на работы Уиттакера и Садаэля.
После почти двух лет проживания в Каслайсленде он исполнял обязанности вице-президента Манстера во время временного отсутствия сэра Томаса Норрейса и заседал во многих комиссиях по разрешению споров, но работа Уильяма Герберта подверглась резкой критике со стороны сэра Эдварда Денни, верховного шерифа графства Керри и владельца Трали и окрестностей, который жаловался на самомнение Герберта и заявлял, что его констебли были мошенниками и что коренные ирландцы, находящиеся под его опекой, были безжалостно ограблены. Герберт ответил, что Денни поощрял пиратов на побережье Керри и не относился с уважением к ирландцам, принявшим протестантизм. Уильям Герберт вернулся в Англию весной 1589 года. Мейлер Маграт, архиепископ Кашелский, писал о Герберте в похвальной форме. Адам Лофтус, лорд-канцлер, и сэр Уорэм Сент-Леджер писали схожие слова и подчеркивали успех Герберта как протестантского миссионера.

## Дальнейшая жизнь и смерть
По возвращении в Англию Уильям Герберт поступил в Мидл-Темпл, чтобы изучать право. Он предоставил свой загородный дом в Тинтерне для использования в качестве религиозного колледжа и умер до того, как проект должен был начаться.
Он скончался в Сент-Джулиансе 4 марта 1593 года, ещё находясь на своем посту в качестве члена парламента и хранителя рукописей (Custos Rotulorum) от графства Монмутшир.

## Семья
Уильям Герберт рано женился на Флоренс или Флорентии, дочери Уильяма Моргана из Ллантарнама, Монмутшир, и оставил единственного ребёнка, Мэри (ок. 1578—1634). Два его сына были случайно отравлены ядом, приготовленным сэром Уильямом для уничтожения крыс. По завещанию от 12 апреля 1587 года он передал все свое имущество, включая, помимо Сент-Джулианса и его ирландских поместий, земли в Англси и Карнарвоншире, своей дочери при условии, что она выйдет замуж за «человека по фамилии Герберт». 28 февраля 1599 года она выполнила это условие, выйдя замуж за своего родственника Эдварда Герберта, позже лорда Герберта из Чербери, который таким образом получил во владение Сент-Джулианс.
По ходатайству вдовы и дочери Уильяма Герберта было проведено новое обследование его ирландской собственности, и в 1596 году арендная плата была снижена. Дом Герберта в Каслайсленде был разрушен во время восстания 1598 года.